# راستوونیتسا
راستوونیتسا (به صربی: Rastovnica) یک منطقهٔ مسکونی در صربستان است که در پروکوپلیه واقع شده‌است. راستوونیتسا ۶۹ نفر جمعیت دارد.